# Вершик, Анатолий Моисеевич
Анатолий Моисеевич Вершик (28 декабря 1933, Ленинград — 14 февраля 2024, Санкт-Петербург, Россия) — советский и российский математик, доктор физико-математических наук, профессор, главный научный сотрудник Санкт-Петербургского отделения Математического института имени В. А. Стеклова, президент Санкт-Петербургского математического общества с 1998 по 2008 годы. Член Европейской академии наук (2015).

## Биография
Родился 28 декабря 1933 года в Ленинграде. Мать — Ева Яковлевна Люстерник (1904—1991), известный востоковед-индолог, историк русско-индийских отношений, профессор ЛГУ. Отец — Моисей Менделевич Вершик (1904—1992), преподаватель политэкономии (впоследствии заведующий кафедрой политэкономии в Ленинградском институте инженеров связи).
С 1944 года учился в 222-й школе (б. Петришуле), которую окончил в 1951 году с медалью, и поступил на математико-механический факультет Ленинградского университета. Окончив с отличием университет в 1956 году, отказался от предложения поступить в аспирантуру и устроился на работу в один из организованных в то время новых вычислительных центров, где занимался в основном прикладными задачами. Спустя два года поступил в аспирантуру математико-механического факультета; научный руководитель — Г. П. Акилов. В это же время по приглашению ректора ЛГУ А. Д. Александрова в Ленинград переезжает на постоянную работу известный математик, ученик А. Н. Колмогорова и Л. С. Понтрягина — профессор В. А. Рохлин, и А. М. Вершик становится его учеником, сохраняя связь с первыми учителями — Л. В. Канторовичем, Г. П. Акиловым и Д. К. Фаддеевым.
В. А. Рохлин сразу же организует ставшие широко известными семинары по топологии, в которых принимали участие М. Л. Громов и многие другие известные математики, и семинар по динамическим системам, в котором Вершик становится одним из ведущих участников.
В 1963 году защищает кандидатскую диссертацию. С 1962 года он становится ассистентом математико-механического факультета ЛГУ, с 1966 года — доцентом, а в 1974 году он защищает докторскую диссертацию. В 1985 году становится профессором математико-механического факультета ЛГУ. В 1992 году по приглашению Санкт-Петербургского отделения Математического института Российской академии наук (ПОМИ РАН) переходит на работу в этот институт и становится заведующим лабораторией вычислительной математики и теории представлений, сохраняя одновременно позицию профессора ЛГУ; с 2002 года становится главным научным сотрудником ПОМИ РАН, одновременно являясь заведующим лабораторией теории представлений и динамических систем.
С 1967г. A. M. Вершик руководил семинаром по теории представлений и динамическим системам, хорошо известным в нашей стране и за рубежом, в котором выступали известные ученые и выросли многочисленные ученики.
С 2010 года работал в Институте проблем передачи информации имени А. А. Харкевича РАН.
Умер 14 февраля 2024 года.

## Семья
Дочь — Анна Вершик (род. 1968), профессор лингвистики в Таллинском университете, переводчик, специалист в области идиша.

## Административная деятельность
C 1970 года — член правления, с 1979 года — вице-президент, а с 1998 по 2008 годы — президент Санкт-Петербургского математического общества.
В 1981 году, в связи с переездом математико-механического факультета ЛГУ в Старый Петергоф, организует секцию математики Дома учёных им. М. Горького и становится её председателем (до 2008 года).
В 1996—2000 годах являлся членом Исполкома Европейского математического общества. 
Заместитель главного редактора журнала «Функциональный анализ и его приложения». Член редакционной коллегии журнала «Успехи математических наук».
Председатель жюри стипендий имени В. А. Рохлина.

## Признание
- Лауреат премии Гумбольдта (2007).
- Miller-professor (Berkeley, 1995).
- Simons-professor (MSRI, 2008).
- Приглашённый докладчик двух Международных конгрессов математиков в 1974 и 1994 годах.
- Почетный член Санкт-Петербургского математического общества (2009).

## Научные работы
Научные интересы А. М. Вершика разнообразны. Ему принадлежит ряд серьёзных достижений в нескольких областях математики, среди которых:
- Теория меры и эргодическая теория (аппроксимация, гауссовы системы, теория фильтраций сигма-алгебр);
- Представления бесконечномерных групп, в частности, групп токов;
- Бесконечномерные группы Ли;
- Асимптотическая теория представлений и представления бесконечной симметрической группы;
- Новый подход к теории представлений конечных симметрических групп;
- комбинаторная теория вероятностей и предельные формы конфигураций, универсальность в геометрии и комбинаторике;
- Неголономные геометрия и механика;
- Случайные блуждания на группах и случайные матрицы;
- Линейное программирование и Оптимизация компилятора.

В числе его многочисленных учеников более 25 кандидатов и 5 докторов физико-математических наук.
В 1977 году совместно с С. В. Керовым получил знаменитый результат о предельной форме диаграмм Юнга — так называемая предельная форма Вершика — Керова.
Ряд работ выполнен в сотрудничестве с учителями, коллегами и учениками, среди которых И. М. Гельфанд, М. И. Граев, О. А. Ладыженская, Л. Д. Фаддеев, С. В. Керов, А. Ю. Окуньков, Г. И. Ольшанский, В. А. Кайманович, М. В. Савельев и др.
Является автором более 250 научных работ и многих популярных статей о математике и её приложениях. Автор многих публицистических статей о науке и обществе. Редактировал переводы научных книг на русский язык. Состоит в редакции целого ряда ведущих научных математических журналов России и мира.